# Griechische Post

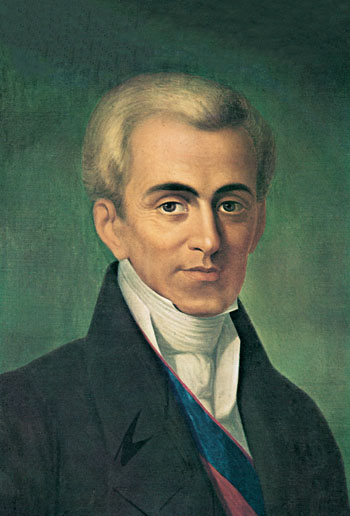
Ioannis Kapodistrias, 1. Staatsoberhaupt Griechenlands

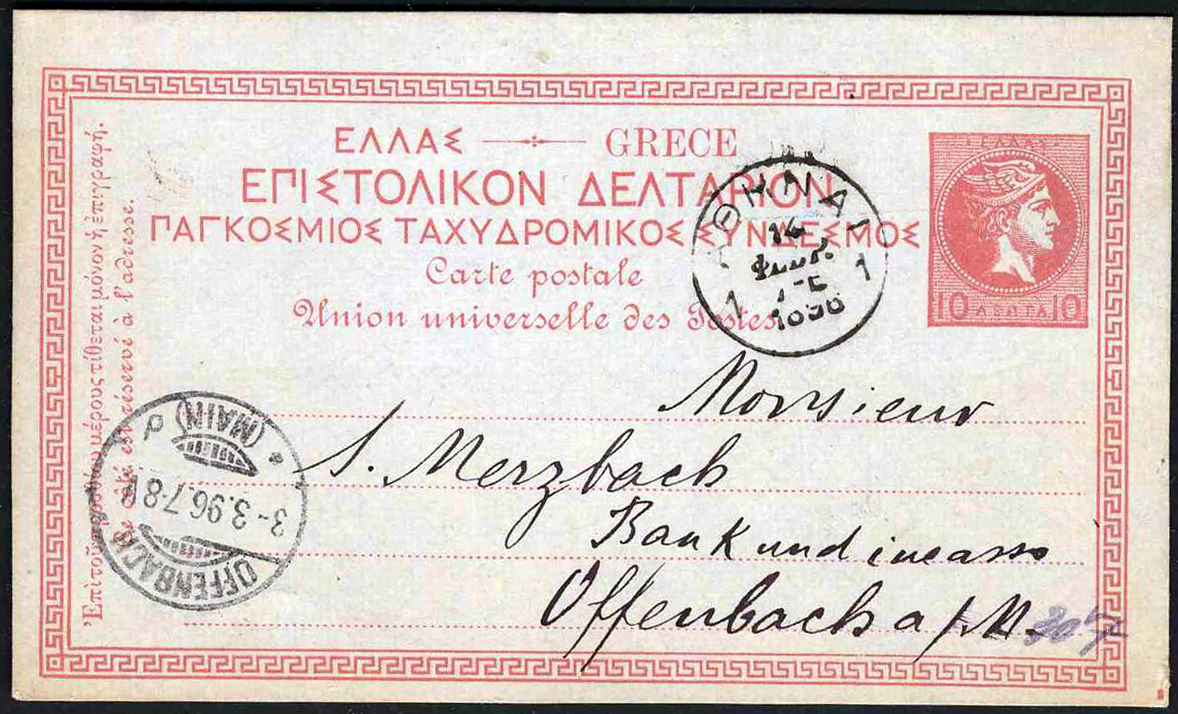
Eine Postkarte von 1896 mit Hermeskopf

ELTA (griechisch ΕΛΤΑ für Ελληνικά Ταχυδρομεία Ellinika Tachydromia ‚griechische Post‘) ist ein ehemals staatliches griechisches Postunternehmen, das bis heute eine marktbeherrschende Stellung in Griechenland hat. Inhaber des Unternehmens ist der griechische Staat über den Hellenic Republic Asset Development Fund.

## Geschichte
Gegründet wurde das Unternehmen 1828 als Behörde durch einen Erlass Nr.6550 XVII von Ioannis Kapodistrias, anfangs mit vier Geschäftsstellen: In Nafplio, Syros, Tripoli und Epidavros.
1860 veröffentlichte die Behörde die ersten eigenen Briefmarken (Hermeskopf), welche zunächst durch die staatliche Münze Paris gedruckt wurden.
1874 war Griechenland eines der 22 Länder, die den Weltpostverein, eine der ältesten internationalen Organisationen überhaupt, begründeten.
Bis 1900 war ein flächendeckendes Netz von Postämtern aufgebaut worden, ab 1892 wurde auch das Telegrafen- und Telefonnetz betrieben.
1926 gründete sich die italienische Fluggesellschaft Aero Espresso, die fortan die Luftverbindung von Italien, Griechenland und der Türkei gewährleistete. Im Zuge dessen erschienen die ersten Luftpostmarken und der Briefverkehr zwischen den Ländern wurde beschleunigt.
1949 wurde mit der Gründung der staatlichen Telefongesellschaft OTE der Bereich Telekommunikation ausgegliedert.
1970 folgte die Umwandlung von der Postbehörde in ein staatliches Unternehmen und 1996 in ein privates mit staatlicher Mehrheitsbeteiligung. 1982 wurde das heutige Postleitzahlensystem eingeführt.
Bei den Olympischen Spielen 2004 in Athen fungierte die Firma als offizieller Sponsor.
2006 wurde die 1900 gegründete Post-Sparkasse TT Hellenic Postbank ausgegliedert. Seit 2012 besitzt die ELTA keine Anteile mehr an dem inzwischen aufgelösten Institut.
2013 übernahm die private Eurobank Ergasias 10 % der Anteile am Unternehmen und gliederte die Postsparkasse des Unternehmens in das eigene Geschäft ein.
Seit 2016 ist die ELTA als Stromversorger lizenziert.

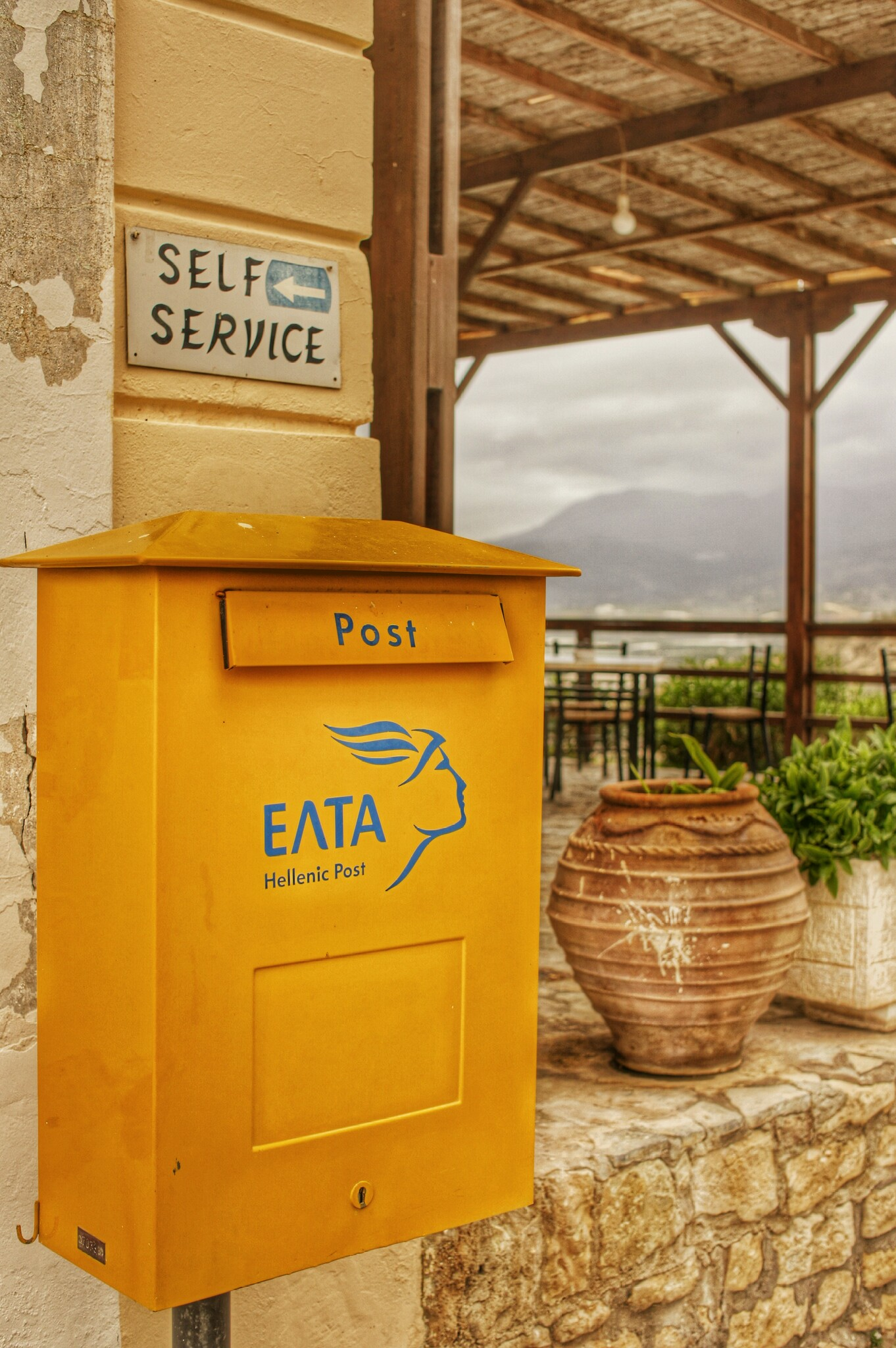
Briefkasten des Unternehmens bei Phaistos (Kreta)

2018 wurde der gesamte Staatsanteil an dem Logistikunternehmen in den 2011 gegründeten Hellenic Republic Asset Development Fund überführt. Dieser übergeordnete Fonds des griechischen Staates verwaltet eine Reihe an infrastrukturell bedeutenden Unternehmungen des Landes, um deren interne Abläufe zu optimieren und die Folgen der nationalen Wirtschaftskrise zu beheben. 2020 gingen auch die restlichen 10 % der Anteile des Unternehmens an den HRADF über.

## Unternehmensstruktur
Neben ihrer Postsparte unterhält die ELTA zwei Tochtergesellschaften. Die Tachimetafores ELTA S.A. betreibt die Paketlogistik des Konzerns. Anteilseigner der Kuriertochter sind die Muttergesellschaft (99,98 %) und die Mitarbeiter der Gesellschaft, die über die Panhellenic Federation of Postal Associations, der zuständigen Gewerkschaft des Landes, 0,02 % der Anteile halten. Die Anteile generieren einen Gesamtwert von eta 14 Mio. Euro.
Die mit 180.000 Euro dotierte KEK ELTA S.A. betreibt die Aus- und Weiterbildung des Unternehmens. Anteilseigner sind dieselben Parteien, allerdings kontrolliert die Gewerkschaft in diesem Fall 30 % der Firma.
Insgesamt betreibt die griechische Post ein Netzwerk von über 1400 Annahme- und Abgabestellen. Diese hohe Anzahl ist im Wesentlichen auf die zersplitterte Geographie, sprich die hohe Anzahl an Inseln, in Griechenland zurückzuführen.

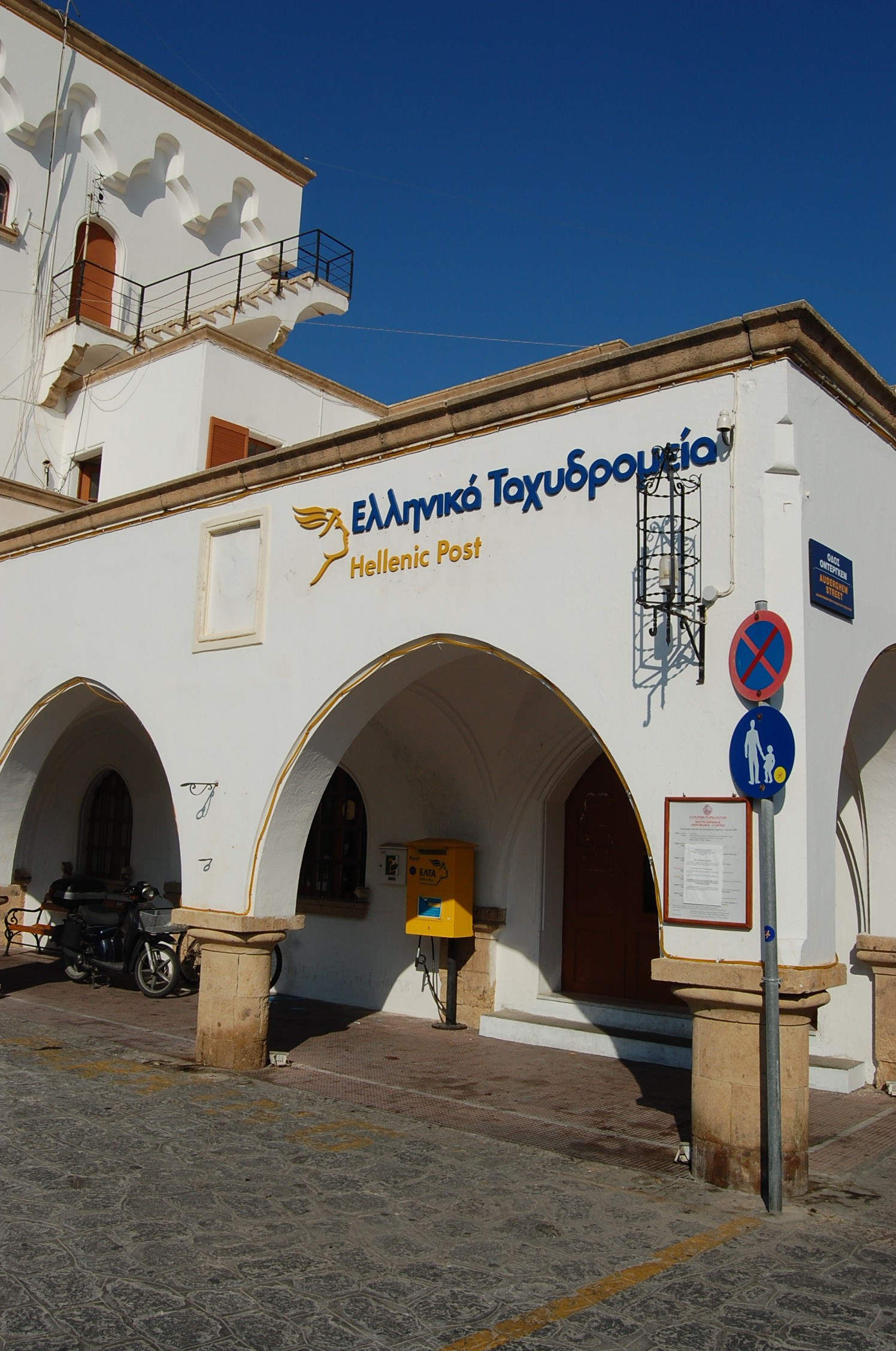
Postfiliale in Skala, Patmos

Ab 1978 betrieb die ELTA das auf ihre Initiative begründete Postmuseum Athen. Im Zuge der Überlegungen zur Privatisierung wurde das Institut zunächst der Obhut des Ministeriums für Entwicklung und Transport, inzwischen dem Ministerium für Digitales unterstellt.

## Briefmarken und Philatelie
1860 erfolgte die Einführung eines Briefmarkengesetzes. Die ersten Briefmarken wurden durch die Pariser Münzanstalt gedruckt und zeigten den Kopf des altgriechischen Götterboten Hermes, sog. „Hermesköpfe“. Zu den bekanntesten Briefmarkenausgaben gehören die Sondermarken zu den Olympischen Spielen 1896. Der Verkauf trug maßgeblich zur Finanzierung der Spiele bei. Das Unternehmen betreibt auch zwei Postfilialen auf Athos, die mit Genehmigung des Weltpostvereins eigene Briefmarken verausgabten.
Da Frankaturen mit mehreren Briefmarken in Griechenland üblich sind, gibt es weitaus weniger Marken mit zentrischen Stempeln als bei anderen Sammelgebieten. Die Versandstelle verwendet eigene Poststempel, wobei auch hier gemäß dem Vorbild aus dem Postverkehr Stempel meist nur als Fragment auf der Briefmarke sind.

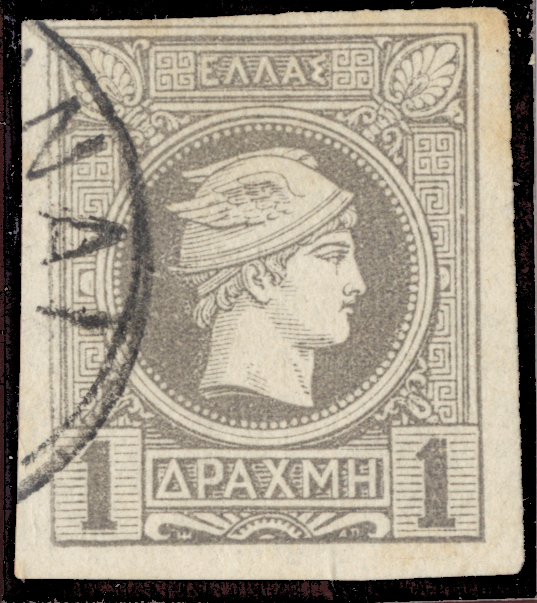
Kleiner Hermeskopf (1886)
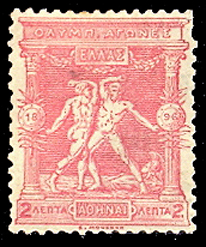
Briefmarken zur Mitfinanzierung der ersten modernen Olympischen Spiele (1896)
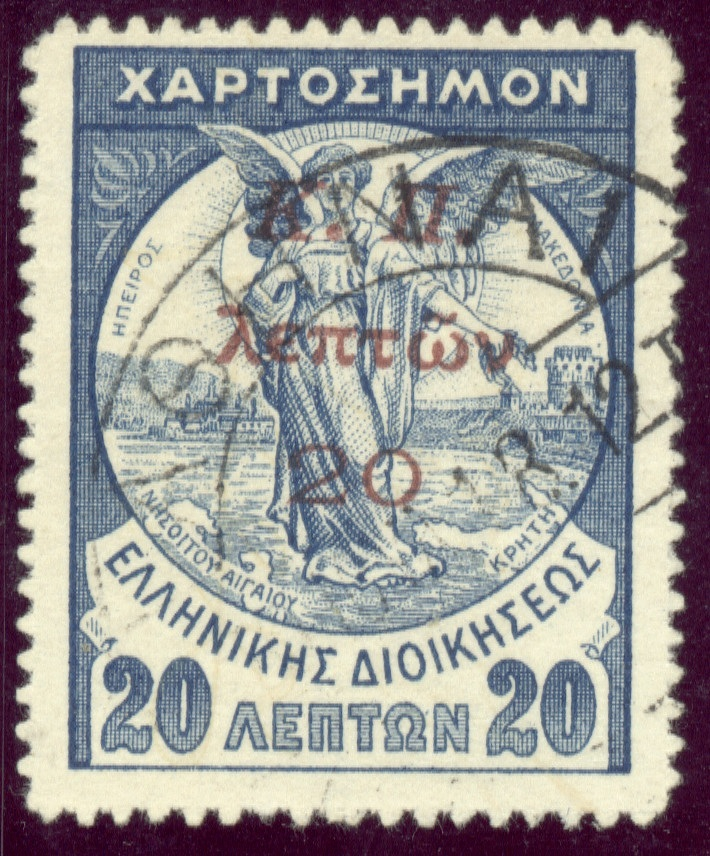
Benefizmarke (1917)